# Francisco de Vega y Muñoz
Francisco de Vega y Muñoz fue un escultor español del siglo XIX.

## Biografía
Natural de Sevilla, hizo sus estudios en su Escuela de Bellas Artes, donde logró diferentes premios. En la Exposición Nacional celebrada en Madrid en 1864, presentó La crucifixión de los mártires del Japón en el calvario de Nagasaki y el Martirio de los Santos Servando y Germán, un trabajo este último por el que obtuvo una mención honorífica especial. En 1866, adquirió la Academia de Bellas Artes de su ciudad natal una aguada de este artista, copia del fresco, original de Luis de Vargas, que representa el Juicio final, que fue a parar al hospital de la Misericordia de Sevilla. En la Exposición Nacional de 1866, presentó San Hermenegildo mártir de Sevilla. En la sevillana de 1867, expuso siete lienzos, en los que se representaban Murillo y Mañara, Tránsito de San Hermenegildo, Una cabeza, Una niña, Encuentro de Cervantes con el estudiante Pardal (prólogo de El Persiles), Cabeza de un gitano y Unas cabras. También presentó algunas composiciones al lápiz. En la exposición del año siguiente, presentó La huérfana, mientras que a la aragonesa de 1868 concurrió con La recete del doctor, El Niño Jesús adorado por unos ángeles e Interior de la iglesia de San Isidoro en Sevilla. En la exposición que se verificó en Sevilla en 1877, figuraron varias obras de este artista, que había muerto prematuramente, incluido un cuadro que representaba a San Lorenzo en la prisión. Su hermano Antonio María era escultor.